# 原田真二&クライシス
原田真二&クライシス（SHINJI & CRISIS） は、1980年から1984年まで活動した日本のロックバンドである。

## 概要
ソロ歌手としてデビューし、本意ではないアイドル的人気を博した原田真二が、よりロックバンド&アーティスト寄りのアプローチを明確に活動するために結成したバンド。
結成当初は5人であったが、ギタリストの北島健二が早々に脱退。元々結成前のインタビューでは、4人編成のバンドを構想していたこともあってか、以後4人で活動。クライシスの基本形は4ピースバンドである。
クライシスはレコーディングからライヴに至るまで原田をサポート。1985年打ち込みサウンドへの移行に伴い再びソロとなり、レコードクレジットでのクライシスは消滅。
1985年以降はメンバーチェンジを繰り返しながら原田のライヴサポートバンドとして存続。1988年、フォーライフ・レコードからの移籍を機にバンド名も‟THE AIR"と改め、クライシスの名前は完全消滅した。

## 音楽性
当時の日本の音楽傾向とは逆行したメッセージ性の強い楽曲をトータルコンセプトなアルバムとして発表していった。結成当初のポリドール・レコード時代とアメリカ留学後の第二期フォーライフ時代では音楽性に変化がみられた。
ごく一部を覗き、全・作詞・作曲・編曲・プロデュース：原田真二。 PERFORMED BY SHINJI & CRISIS。

### ポリドール・イヤー 1980-1982
よりメッセージ性の強いハードなロック・フィールドに移行していった時期。ロック、ポップ、クラシカル、ハードロック、プログレなど様々なサウンド・アプローチ。

### 第2期フォーライフ 1983-1984
1982年、原田は約1年に及ぶアメリカ留学。アメリカでは本場のショーアップされたエンターテイメントとしての音楽を再確認するとともに「日本にいて見えなかった日本のよさ」を感じ、帰国後は、洋楽的発想に和を融合させたジャパネスクな新境地の音楽スタイルも見せ、またポップな方向性、ショーアップされたステージへと移行。
アルバム『MODERN VISION』のツアーでは、アクト・ライヴと題された、舞台セット／ライティング／エキストラ／パントマイム／ブレイクダンス等を駆使したオープニングアクト（演劇風演出）等を取り入れ、アルバムと平行したメッセージをライヴでも発信。

## 演奏スタイル
原田は結成前から各メンバーが個々にマルチな機動力を発揮することができうる4人編成のバンドスタイルの構想をもっていた。よってメンバーが演奏途中で楽器のパートチェンジを行いながら演奏することもしばしばであった。たとえば、時にはベーシストがシンセサイザーを弾いたり、キーボードはバイオリンやサックスを奏でた。原田自身も背中にエレキギターを背負ってピアノを演奏するといった具合。
ドラムの古田たかしは当時、佐野元春のバンド、ハートランドと掛け持ちをしていたが「ハートランドは人数が多いのでシンプルでいいが、クライシスでは音の空間を埋めるドラミングに徹している 」と述べている。
バンド末期のアクトライブでは、ちょっとした演劇やダンス（振り）つきの演奏もこなし、このスタイルはその後のライヴサポートバンド"クライシス"や"THE AIR"で拡大しながら継続された。

## バンドメンバー遍歴

### SHINJI & CRISIS
- 原田真二（ギター&キーボード）

#### 1980年-1981年
- 古田たかし（ドラムス&パーカッション）
- 関雅夫（ベース）
- 豊田貴志（キーボード&バイオリン）※ ポリドール・イヤーズ

##### Special Guest
- 北島健二（ギター）

☆北島はクライシス初アルバムの録音には参加したが発売直前に脱退。アルバムクレジットではゲストミュージシャンとなっている。
逸話：小室哲哉は、クライシス結成前後の1980年9月に行われた日比谷野外音楽堂のライヴに北島の紹介で急遽キーボードとして参加。その後正式にメンバー加入を目指しオーディションを受けたが採用には至らなかった。

#### 1983年-1984年
※ 1983　「Save Our Soul」
- 古田たかし（ドラムス&パーカッション）
- 関雅夫（ベース）
- 太田美知彦（キーボード＆サックス）

※ 1984　「MODERN VISION」
- 古田たかし（ドラムス&パーカッション）
- 有賀啓雄（ベース）
- 太田美知彦（キーボード＆サックス）

### ライヴサポートバンドとしてのクライシス

#### 1985年-1988年
※ 1985　「Friday Night Club」
- 藤井章司 （ドラムス）
- Bobby Jan Watson（ベース）
- 太田美知彦（キーボード）
- 中島律子（サックス&ギター）
- 国光みゆき（キーボード）

※ 1986　「Doing Wonders」
- 藤井章司 （ドラムス）

Wornell Jones（ベース）
- 太田美知彦（キーボード＆サックス）
- 鈴木祥子（パーカッション＆キーボード）
- 渡邉美佳（ギター）

※ 1987　「10周年日比谷野外音楽堂」
- 藤井章司 （ドラムス）
- 有賀啓夫（ベース）
- 鈴木祥子（パーカッション＆キーボード）
- 矢吹薫（ギター）
- 朝本千可（サックス）
- 深沢純（キーボード&マニピュレーター）

## ディスコグラフィー

### シングル
| 発売日                 | タイトル                 | カップリング                  | 形態                 | 製造番号             | 順位                 |
| ポリドール・レコード   | ポリドール・レコード     | ポリドール・レコード          | ポリドール・レコード | ポリドール・レコード | ポリドール・レコード |
| ---------------------- | ------------------------ | ----------------------------- | -------------------- | -------------------- | -------------------- |
| 1980年10月5日          | STRAWBERRY NIGHT         | DANSER                        | EP                   | 7DX 1007             | 54位                 |
| 1981年4月21日          | LIFE                     | MAMA LUCY                     | EP                   | 7DX 1078             | 71位                 |
| 1981年8月1日           | 熱思考 -She became cold- | ユア・ステップ                | EP                   | 7DX 2005             | 86位                 |
| 1981年11月1日          | EVERY SUNDAY             | 街で散歩                      | EP                   | 7DX 2007             | 97位                 |
| フォーライフ・レコード |                          |                               |                      |                      |                      |
| 1983年5月5日           | 雨のハイウェイ           | WRONG WAY                     | EP                   | 7K-94                | 71位                 |
| 1983年9月21日          | 愛して、かんからりん。   | Oh,Dana                       | EP                   | 7K-120               | 93位                 |
| 1984年3月21日          | MODERN VISION            | Danger Man                    | EP                   | 7K-138               |                      |
| 1984年11月21日         | Teardrops                | Let Me Hold You Again Tonight | EP                   | 7K-163               |                      |

### アルバム
| 発売日                 | タイトル                 | 形態                 | 販売元                 | 製造番号             | 順位                 |
| ポリドール・レコード   | ポリドール・レコード     | ポリドール・レコード | ポリドール・レコード   | ポリドール・レコード | ポリドール・レコード |
| ---------------------- | ------------------------ | -------------------- | ---------------------- | -------------------- | -------------------- |
| 1980年11月5日          | HUMAN CRISIS             | LP                   | ポリドール・レコード   | 28MX2004             | 41位                 |
| 1994年12月19日         | HUMAN CRISIS             | CD                   | ポリドール・レコード   | POCH-1468            |                      |
| 1981年8月21日          | ENTRANCヨ (エントランス) | LP                   | ポリドール・レコード   | 28MX2023             | 51位                 |
| 1994年12月19日         | ENTRANCヨ (エントランス) | CD                   | ポリドール・レコード   | POCH-1469            |                      |
| フォーライフ・レコード |                          |                      |                        |                      |                      |
| 1983年7月21日          | Save Our Soul            | LP                   | フォーライフ・レコード | 28K-51               | 43位                 |
| 1992年11月20日         | Save Our Soul            | CD                   | フォーライフ・レコード | FLCF-22185           |                      |
| 1984年3月21日          | MODERN VISION            | LP                   | フォーライフ・レコード | 28K-67               | 30位                 |
| 1985年4月5日           | MODERN VISION            | CD                   | フォーライフ・レコード | 35KD-9               |                      |
| 1992年11月20日         | MODERN VISION            | CD                   | フォーライフ・レコード | FLCF-22186           |                      |

## 関連作品
| 発売日                                   | タイトル                                                             | 形態                 | 販売元                                   | 製造番号             | 順位                 |
| ポリドール・レコード                     | ポリドール・レコード                                                 | ポリドール・レコード | ポリドール・レコード                     | ポリドール・レコード | ポリドール・レコード |
| ---------------------------------------- | -------------------------------------------------------------------- | -------------------- | ---------------------------------------- | -------------------- | -------------------- |
| 1983年3月21日                            | LIGHT COLLECTION                                                     | LP                   | ポリドール・レコード                     | 25MX2064             |                      |
| 1994年12月19日                           | LIGHT COLLECTION                                                     | CD                   | ポリドール・レコード                     | POCH-1470            |                      |
| フォーライフミュージックエンタテイメント |                                                                      |                      |                                          |                      |                      |
| 2003年3月19日                            | GOLDEN☆BEST 原田真二 Legendary Hits 80's                             | CD                   | フォーライフミュージックエンタテイメント | FLCF-3945            |                      |
| ユニバーサルJ                            |                                                                      |                      |                                          |                      |                      |
| 2006年3月1日                             | GOLDEN☆BEST 原田真二&クライシス LIFE〜ポリドール・イヤーズ 1980-1981 | CD                   | ユニバーサルJ                            | UPCY-6114            |                      |
| 2007年10月24日                           | 原田真二&クライシス ポリドール・イヤーズ完全盤                       | CD                   | ユニバーサルJ                            | UPCY-6446〜8         |                      |